# William Passmore
William Thomas Passmore (6. september 1882 i St. Louis - 9. maj 1955 smst) var en amerikansk lacrosse-spiller som deltog OL 1904 i St. Louis.
Passmore vandt en sølvmedalje i lacrosse under OL 1904 i St. Louis. Han var med på det amerikanske lacrossehold St. Louis Amateur Athletic Association som kom på en andenplads i konkurrencen i lacrosse.
Hans bror George Passmore var også med på holdet.